# DAR 9 Siniger
DAR-9 Siniger là một loại máy bay huấn luyện của Bulgaria trong Chiến tranh thế giới II.

## Biến thể
DAR 9
DAR 9A

## Quốc gia sử dụng
Bulgaria
- Không quân Bulgary

 Nam Tư
- Không quân Nam Tư[2]

## Tính năng kỹ chiến thuật (DAR 9)
Đặc tính tổng quan
- Kíp lái: 2
- Chiều dài: 7,3 m (23 ft 11 in)
- Sải cánh: 9 m (29 ft 6 in)
- Diện tích cánh: 20 m2 (220 foot vuông)
- Trọng lượng rỗng: 560 kg (1.235 lb)
- Trọng lượng có tải: 900 kg (1.984 lb)
- Động cơ: 1 × Siemens Sh 14A , 120 kW (160 hp)

Hiệu suất bay
- Vận tốc cực đại: 185 km/h (115 mph; 100 kn)
- Tầm bay: 520 km (323 mi; 281 nmi)
- Trần bay: 4,400 m (14 ft)